# Broomistega
Broomistega is een geslacht van uitgestorven temnospondyle Batrachomorpha (basale 'amfibieën') uit de familie Rhinesuchidae. Het is bekend van de ene soort Broomistega putterilli. De typesoort is Lydekkerina putterilli, in 1930 benoemd door Robert Broom op basis van holotype TM 184, een schedel. Het is in 2000 het aparte geslacht Broomistega geworden, 'Broom's dak'. Fossielen zijn bekend uit de Lystrosaurus Assemblage Zone uit het Vroeg-Trias van de Beaufortgroep in het Karoo-bekken van het huidige Zuid-Afrika, een regio en voormalige enclave van Gondwana. Van exemplaren van Broomistega putterilli werd ooit gedacht dat ze jonge individuen vertegenwoordigen van een andere grotere rhinesuchiden zoals Uranocentrodon, maar de soort wordt nu beschouwd als een pedomorf taxon, dat de kenmerken van juveniele rhinesuchiden tot in de volwassenheid behield.
In 2013 werd een goed bewaard gebleven skelet van Broomistega ontdekt naast het skelet van de cynodont Thrinaxodon (een zoogdierfamilielid) in een afgietsel van een hol. Het individu is waarschijnlijk het hol binnengegaan terwijl de cynodont zich in een staat van aestivatie (rusttoestand) bevond, en daarna vulde een plotselinge overstroming het hol met sediment om beide lichamen samen te bewaren.

## Paleobiologie
Broomistega is de enige rhinesuchide die bekend is uit het Trias. Zijn aanwezigheid in het Vroeg-Trias geeft aan dat rhinesuchiden de Perm-Trias-massa-extinctie ongeveer 252 miljoen jaar geleden hebben overleefd. Vergeleken met de diversiteit aan rhinesuchiden die bestond in het Perm, is Broomistega echter een zeer zeldzaam onderdeel van de Karoo-fauna in het Vroeg-Trias. Het kan de laatst overgebleven vertegenwoordiger van de groep zijn geweest, waardoor het een relicttaxon is.

### Associatie metThrinaxodon
Het meest complete skelet van Broomistega, exemplaar BP/1/7200, werd ontdekt in een zandsteenafzetting van een hol (BP/1/5558) nadat de afzetting in 2013 was gescand in de European Synchrotron Radiation Facility. Het afgietsel werd voor het eerst gevonden in het Karoo-bekken van Zuid-Afrika door paleontoloog James Kitching in 1975, maar werd jarenlang onvoorbereid achtergelaten. Een deel van een schedel van een cynodont werd blootgelegd op het oppervlak van de afzetting, waardoor Kitching het aan het geslacht Thrinaxodon kon toeschrijven. Pas na de synchrotronscan werd het Broomistega-skelet gevonden. Alle botten zijn bewaard gebleven, behalve een paar kootjes van de rechterachtervoet, en bijna alle botten zijn beschreven zoals ze bij leven waren. De skeletten vertonen geen tekenen van lijkverstijving na de dood, maar werden tegen de zijkanten van het hol gedrukt zoals de dieren zouden zijn geweest toen ze leefden. Het skelet van BP/1/7200 werd met de buik naar boven geconserveerd, rustend op de rechterkant van het Thrinaxodon-skelet. Deze positie was waarschijnlijk het gevolg van het feit dat het individu bovenop Thrinaxodon werd geduwd door hoogwater dat het hol binnenkwam. Van Broomistega wordt niet gedacht dat het een gravend dier was en het was in plaats daarvan semi-aquatisch. Het Thrinaxodon-individu dat in BP/1/5558 is bewaard, was waarschijnlijk de oorspronkelijke bewoner van het hol, en het Broomistega-individu is waarschijnlijk later het hol binnengegaan. De gewrichten van BP/1/7200 zijn niet goed ontwikkeld, wat aangeeft dat het individu een juveniel was met grote hoeveelheden kraakbeen in het skelet. Verschillende ribben aan de rechterkant van het skelet zijn gebroken, wat aangeeft dat het individu ernstig gewond was voordat hij het hol binnenging, waarschijnlijk door te zijn geplet. Het dier leefde nog toen het het hol binnenging, omdat de ribfracturen tekenen van genezing vertonen, maar de verwonding had waarschijnlijk invloed op het vermogen om te ademen en te bewegen. Op het schedeldak van BP/1/7200 zijn twee gaten aanwezig. Hoewel ze op bijtsporen lijken, komen ze niet overeen met de tanden van het Thrinaxodon-exemplaar.
De aanwezigheid van twee verschillende soorten grote gewervelde dieren in hetzelfde hol is ongebruikelijk. Moderne voorbeelden van deze associatie zijn meestal het resultaat van interacties tussen roofdieren en prooien (bijvoorbeeld een roofdier dat het lichaam van zijn prooi opslaat in het hol) of mutualistische relaties waarbij de oorspronkelijke bewoner bescherming krijgt tegen roofdieren door de aanwezigheid van de tweede bewoner. Het voordeel van samenwonen werkt echter meestal alleen als er meerdere holen zijn, waardoor de mogelijkheid in twijfel wordt getrokken dat Thrinaxodon profiteerde van de aanwezigheid van Broomistega. Omdat het Broomistega-skelet geen enkel teken heeft van schade veroorzaakt door Thrinaxodon, waren de twee waarschijnlijk geen roofdier en prooi. De meest waarschijnlijke verklaring voor de associatie vanaf 2013 is dat Thrinaxodon Broomistega tolereerde of niet kon verwijderen, mogelijk omdat het aestiverend was. Zoals het geval is met veel moderne amfibieën, is Broomistega waarschijnlijk het hol binnengegaan om tijdelijk onderdak te zoeken. Tijdens het vroege Trias was het Karoo-bekken seizoensgebonden droog, dus Thrinaxodon probeerde mogelijk energie te besparen in een tijd waarin de beschikbaarheid van hulpbronnen laag was en de normaal in het water levende Broomistega is mogelijk binnengegaan om zich in te graven teneinde te ontsnappen aan de hete en droge omstandigheden van zijn omgeving.